# Сан Ђакомо (Алесандрија)
Сан Ђакомо је насеље у Италији у округу Алесандрија, региону Пијемонт.
Према процени из 2011. у насељу је живело 55 становника. Насеље се налази на надморској висини од 205 м.